# Garde-main

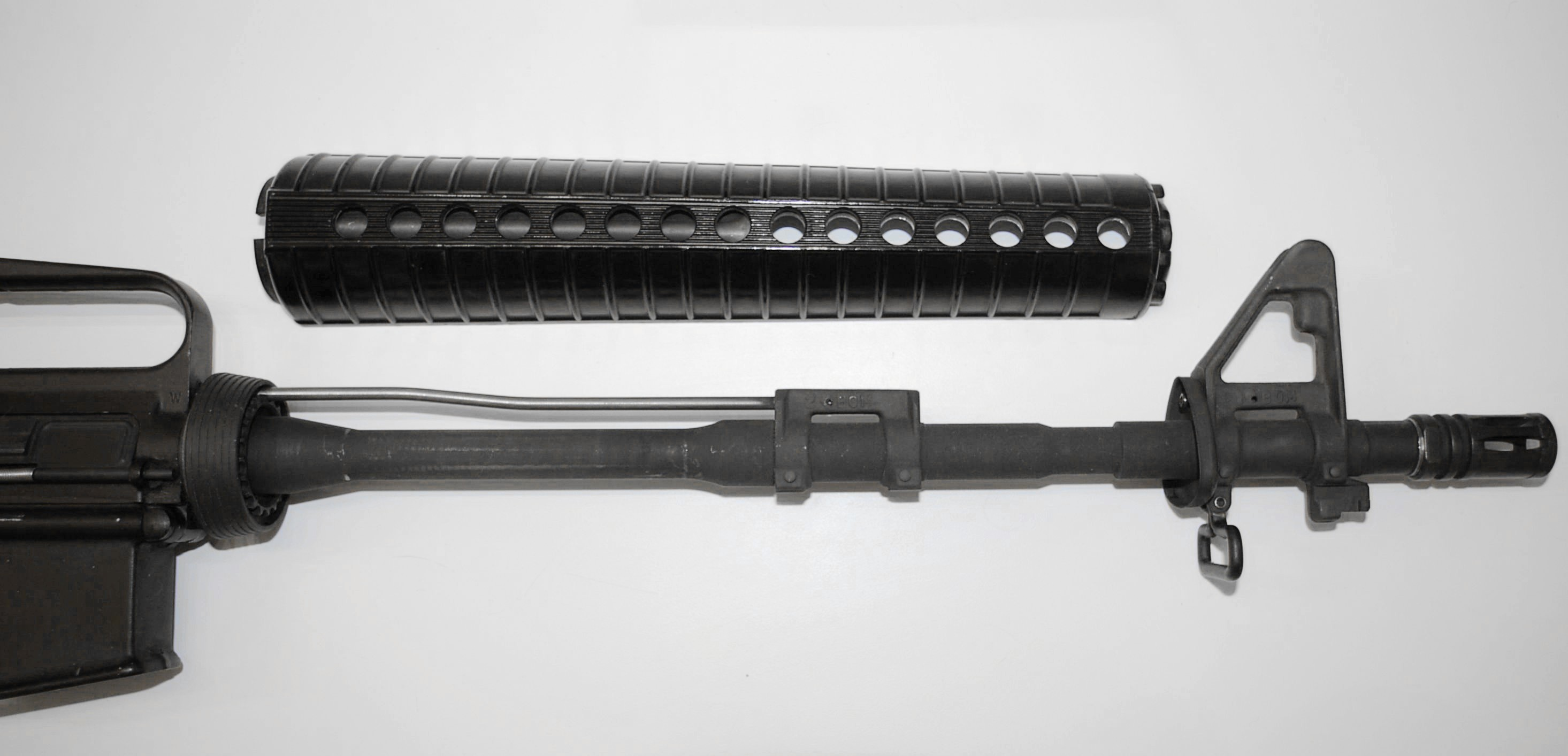
Un garde-main (en haut) démonté.

Le garde-main est une pièce de bois ou de plastique faisant partie de la monture d'une arme à feu. 
Placé au niveau du canon, sa fonction est de faciliter la prise en main de l'arme et de protéger la main du tireur de la chaleur du canon. 
Sur des fusils d'assaut tels que le M16, la FNC, ... le garde-main est en 2 parties
Il est parfois nécessaire de le remplacer par un modèle adapté pour fixer des accessoires, par exemple un lance-grenades M203.
Sur le FAMAS, il est appelé « poignée garde-main ».